# فاطمة القهرمانة
فاطمة القهرمانة (توفيت سنة 299 هـ / 911 م) هي قهرمانة عبَّاسيَّة مُتنفذة من أصلٍ عربي على الأرجح، عملت تحت سيدتها شغب ذات النُّفوذ الكبير في خلافة ابنها المُقتدر بالله (295 - 320 هـ / 908 - 932 م).

## سيرة شخصية
لا يُعرف أصل نشأة فاطمة القهرمانة، إلا أنه على الأرجح عربيَّة. بعد تولي جعفر المُقتدر بالله للخلافة في سنة 295 هـ / 907 م، تمتعت بمنزلة رفيعة في وقتٍ مُبكر تحت قوة نفوذ السَّيدة شغب بسبب صغر سن ابنها المُقتدر، فأعطتها مسؤولية إدارة شؤونها الماليَّة، بالتعاون مع كاتبها الخاص. زوَّجت إحدى بناتها من بني نفيس، أحد قادة الجيش العبَّاسي. غضب عليها المُقتدر بالله في إحدى السَّنوات وصادر منها نحو 200 ألف دينار.

## وفاتها
توفيت فاطمة القهرمانة سنة 199 هـ / 911 م، بعد أن غرق طيارها تحت جسر على نهر دجلة في يوم ريحٍ عاصف، وقد حضر يوم دفنها خلقٌ كثير من القادة والقُضاة وكبار مُوظفي الدَّولة - إكرامًا للسَّيدة شغب -.

### فهرس المنشورات
1. 1 2  حسن (2013)، ص. 124.
2. ↑  ابن كثير (2003)، ص. 1682.

### معلومات المنشورات كاملة
الكُتُب العربيَّة مرتبة حسب تاريخ النشر
- ابن كثير الدمشقي (2004)، البداية والنهاية، تحقيق: أبو صهيب الكرمي (ط. 1)، لبنان: بيت الأفكار الدولية، OCLC:1014077365، QID:Q123368203
- سولاف فيض الله حسن (2013). دور الجواري والقهرمانات في دار الخلافة العباسية (ط. 1). دمشق: صفحات للدراسات والنشر والتوزيع. ISBN:978-9933-495-13-8. OCLC:6914266520. OL:43175027M. QID:Q125689500.